# Gretchen Whitmer
Gretchen Esther Whitmer (Lansing, 23 de agosto de 1971) é uma advogada e política norte-americana. Filiada ao Partido Democrata, é desde janeiro de 2019 a governadora de Michigan. Anteriormente, foi procuradora do Condado de Ingham (2016), senadora estadual (2006-2015), líder da minoria no Senado estadual (2011-2015) e representante estadual (2001-2006).
Whitmer graduou-se em Direito pela Universidade Estadual de Michigan. Após uma primeira candidatura sem sucesso para a Câmara dos Representantes de Michigan na década de 1990, foi eleita para a câmara baixa do legislativo em 2000. Em 2006, tornou-se senadora estadual e em 2011 foi escolhida por seus pares democratas como líder da minoria no Senado, desempenhando a função até 2015. Em 2016, foi designada de forma temporária como procuradora do Condado de Ingham.
Whitmer foi eleita governadora de Michigan na eleição de novembro de 2018 com 2,2 milhões de votos, ou 53,3% dos votos válidos, derrotando o procurador-geral Bill Schuette. Ao ser empossada no cargo tornou-se a primeira democrata a ser eleita governadora desde 2006 e a segunda mulher a governar o estado.